# Linearer Widerstand
Ein elektrischer Widerstand wird als linearer Widerstand bezeichnet, wenn eine daran anliegende elektrische Spannung {\displaystyle U} und die Stärke {\displaystyle I} des hindurchfließenden elektrischen Stromes zueinander proportional sind. Mit anderen Worten: Bei einem linearen Widerstand ist das Verhältnis {\displaystyle U/I} unabhängig von {\displaystyle U} und von {\displaystyle I}. Die Spannungs-Strom-Kennlinie bei einem linearen Widerstand ist eine Gerade durch den Koordinatenursprung.

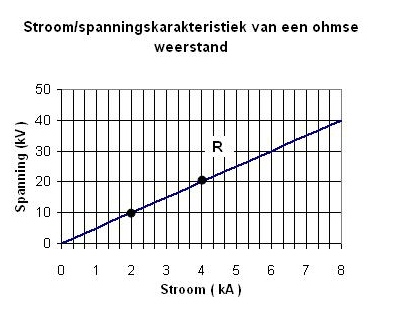
Kennlinie eines linearen Widerstands

Der bekannteste lineare Widerstand ist ein ohmscher Widerstand {\displaystyle R}, der unmittelbar für das genannte Verhältnis steht
{\displaystyle {\frac {U}{I}}=R}
und definitionsgemäß eine von {\displaystyle U} und {\displaystyle I} unabhängige Konstante darstellt. Dabei müssen diese Größen Gleichgrößen sein oder Augenblickswerte bei beliebig zeitlich veränderlichen Größen.
Speziell für sinusförmige Wechselgrößen verhalten sich auch die Induktivität {\displaystyle L} und die Kapazität {\displaystyle C} als lineare Widerstände im Hinblick auf die Effektivwerte und Amplituden der Wechselgrößen. Wenn {\displaystyle U} und {\displaystyle I} für die Effektivwerte stehen, ist deren Verhältnis ebenfalls eine, allerdings von der Frequenz {\displaystyle f} abhängige, Konstante, siehe Wechselstromwiderstand und ohmsches Gesetz der Wechselstromtechnik
{\displaystyle {\frac {U}{I}}=2\,\mathrm {\pi } \,f\cdot L\quad {\text{und}}\quad {\frac {U}{I}}={\frac {1}{2\mathrm {\pi } f\cdot C}}\ .}
Keine Proportionalität besteht zwischen den von der Zeit abhängigen Augenblickswerten der Wechselgrößen an {\displaystyle L} und {\displaystyle C} wegen einer Phasenverschiebung, siehe Blindstrom.
Bei einer sinusförmigen Spannung an einem linearen Widerstand ist auch der Strom sinusförmig und von derselben Frequenz. Dagegen erzeugen andere als lineare Widerstände immer Oberschwingungen,– ein Vorgang, der als nichtlineare Verzerrung bezeichnet wird. Die Nichtausbildung von Oberschwingungen ist ein weiteres Kennzeichen für einen linearen Widerstand.
Beispiele für nichtlineare Widerstände sind Halbleiterbauelemente und magnetische Bauelemente (Drosseln, Transformatoren) mit nichtlinearen Kennlinien.